# Lars Krone
Lars Krone (* 1968) ist ein deutscher Schauspieler und Synchronsprecher.

## Leben
Lars Krone wuchs in Nordrhein-Westfalen auf. Er absolvierte seine Schauspielausbildung über einige Jahre hinweg in mehreren Workshops. Er wirkte als Schauspieler vor der Kamera in mehreren Filmen und Fernsehserien mit. Als Bühnendarsteller wirkte er in Theaterstücken an verschiedenen Münchener Theaterhäusern mit. Er ist auch als Synchronsprecher aktiv.
Lars Krone wohnt in München. Neben seiner Muttersprache Deutsch spricht er auch fließend Englisch und Französisch.

## Filmografie (Auswahl)
- 2019: Stille der Dunkelheit
- 2019: Das Minenfeld
- 2020: Eternal (Kurzfilm)
- 2021: Aktenzeichen XY … ungelöst (Fernsehreihe)
- 2021: Der Beischläfer (Fernsehserie, 2 Folgen)
- 2022: Dahoam is Dahoam (Fernsehserie, 5 Folgen)
- 2023: Der Alte (Fernsehserie, 1 Folge)
- 2023: Sturm der Liebe (Fernsehserie, 3 Folgen)